# 波徹島
53°58′N 130°25′W / 53.967°N 130.417°W

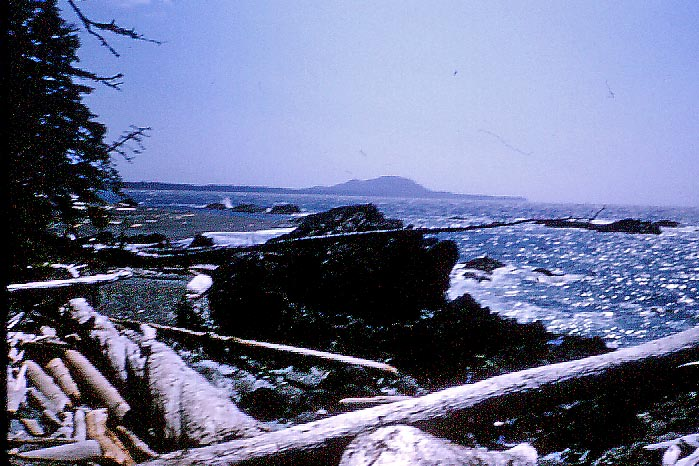

波徹島是加拿大的島嶼，位於赫卡特海峽，由卑斯省負責管轄，長34公里、寬29公里，面積522平方公里，海岸線長度267公里，最高點海拔高度892米，2006年人口37。

## 外部連結
- A history of Porcher Island Cannery